# VIS-All
VIS-All® 3D ist eine Software, die aus 2D-CAD- und GIS-Daten semiautomatisch interaktive 3D-Visualisierungen erzeugt. Das System des Unternehmens Software Service John GmbH wird bei Architekten, Bauingenieuren und Stadtplanungsämtern eingesetzt.
Das integrierte Modul „3D-Trassenentwurf“ dient der Vorplanung von Eisenbahn- und Straßentrassen direkt im DGM (Digitalen Geländemodell) inklusive Mengen- und Kostenberechnung in Echtzeit. Für dieses Modul erhielt das Unternehmen den Thüringer Innovationspreis. Das Urteil der Jurorenː „Die Jury sieht für diese Methode ein großes Potenzial, das gesamte Planungsvorgehen der klassischen Lehre in den nächsten Jahren zu revolutionieren.“
Die Software ist von railML® zertifiziert und wird bei Ingenieur-, Planungs- und Vermessungsbüros, sowie kommunalen Einrichtungen im Gebiet DACH u. a. bei der Umsetzung des Bundesverkehrswegeplans 2030 eingesetzt
VIS-All® 3D verfügt über ein COM-Interface für den Datenimport und -Export und somit die Möglichkeit der Integration in Fremdsysteme.
Das Programm ist in den Sprachen Deutsch und Englisch verfügbar und wird an diversen Hochschulen in der Lehre verwendet.

## Dokumentation
Für das Programm VIS-All® existieren umfangreiche offizielle Dokumentationen und Tutorials.